# أبيلاردو غونزاليس
أبيلاردو غونزاليس (بالإسبانية: Abelardo González)‏ (3 سبتمبر 1944 سان مارتين ديل ري أوريليو إسبانيا - 5 مايو 2021) هو لاعب كرة قدم إسباني، يلعب كحارس مرمى.

## مسيرته

### مسيرته مع الأندية
- 1966 - 1974 لعب مع نادي فالنسيا 125 مباراة.
- 1974 - 1977 لعب مع ريال سبورتينغ خيخون 23 مباراة.